# Nederlandse kampioenschappen schaatsen afstanden 2016 - 3000 meter vrouwen
De 3000 meter vrouwen op de Nederlandse kampioenschappen schaatsen afstanden 2016 werd gereden in december 2015, in ijsstadion Thialf te Heerenveen. Er namen achttien schaatssters deel.
Ireen Wüst was titelverdedigster na haar zege tijdens de NK afstanden 2015.

## Statistieken

### Uitslag
| #      | Schaatser              | tijd    |
| ------ | ---------------------- | ------- |
| Goud   | Ireen Wüst             | 4.04,13 |
| Zilver | Antoinette de Jong     | 4.04,97 |
| Brons  | Jorien Voorhuis        | 4.07,63 |
| 4      | Marije Joling          | 4.07,72 |
| 5      | Carien Kleibeuker      | 4.07,84 |
| 6      | Irene Schouten         | 4.07,99 |
| 7      | Reina Anema            | 4.09,01 |
| 8      | Yvonne Nauta           | 4.09,12 |
| 9      | Carlijn Achtereekte    | 4.09,33 |
| 10     | Linda de Vries         | 4.09,44 |
| 11     | Diane Valkenburg       | 4.10,42 |
| 12     | Marrit Leenstra        | 4.11,34 |
| 13     | Melissa Wijfje         | 4.11,57 |
| 14     | Annouk van der Weijden | 4.12,22 |
| 15     | Lisa van der Geest     | 4.12,60 |
| 16     | Esmee Visser           | 4.15,21 |
| 17     | Esther Kiel            | 4.16,85 |
| 18     | Ineke Dedden           | 4.16,95 |